# 科尔多温
科尔多温，是西班牙拉里奥哈自治区的一个市镇。总面积5平方公里，总人口217人（2001年），人口密度43人/平方公里。